# Indias de Mayagüez 2011
Questa voce raccoglie le informazioni riguardanti le Indias de Mayagüez nella stagione 2011.

## Organigramma societario
Area direttiva
- Presidente: Oscar Muñiz

Area tecnica
- Allenatore: Hugo Gotuzzo

## Rosa
| N° | Nome               | Ruolo | Data di nascita  | Nazionalità sportiva |
| -- | ------------------ | ----- | ---------------- | -------------------- |
| 1  | Keila Pagán        | S     | -                | Porto Rico           |
| 2  | Debora Seilhamer   | L     | 10 aprile 1985   | Porto Rico           |
| 3  | Aricelis Silva     | L     | -                | Porto Rico           |
| 4  | Stephanie Niemer   | S     | 3 settembre 1989 | Stati Uniti          |
| 5  | Saraí Álvarez      | S/O   | 3 aprile 1986    | Porto Rico           |
| 6  | Mariel Medina      | P     | 6 settembre 1988 | Porto Rico           |
| 7  | Michelle Cardona   | P     | 5 settembre 1981 | Porto Rico           |
| 8  | Lisandra Sánchez   | C     | -                | Porto Rico           |
| 9  | Xiomara Ortíz      | S     | -                | Porto Rico           |
| 10 | Miriam Rivera      | S/O   | -                | Porto Rico           |
| 11 | Dahiana Burgos     | S     | 7 aprile 1985    | Rep. Dominicana      |
| 12 | Amanda Vázquez     | C     | 30 marzo 1984    | Porto Rico           |
| 17 | Sidarka Núñez      | S/O   | 25 giugno 1984   | Rep. Dominicana      |
| 18 | Jetzabel Del Valle | C     | 19 dicembre 1979 | Porto Rico           |